# Eva Vortex
Eva Vortex est une femme trans fétiche, modèle, et actrice pornographique. Vortex est née en Afrique[Où ?] [Quand ?] et elle a des origines éthiopienne, grecque et italienne. Elle est aussi dominatrice et travaille depuis son propre donjon.
Elle a remporté le Porn Artist of the Year, de l'UK Erotic Awards, en septembre 2007.
Elle a gagné dans la catégorie  « Best Rubber Uniform » au Club Rub 14th Annual Rubber Awards, en octobre 2011.

## Apparitions dans les magazines
Elle a notamment été présentée dans :
- Torture Garden - from Bodyshocks to Cybersex par David Wood, Creation Books, 1996 ;
- Beyond the Eye of the Needle par Pauline Clarke, Piercing World, 2000 ;
- Ritual magazine numéro 9 ;
- Ritual magazine numéro 11 ;
- Tied 'n' Teased magazine, numéro 59 (2005);
- Bizarre magazine, Septembre 2005 ;
- Bizarre magazine, Mars 2006 ;
- Bizarre magazine, Décembre 2006 ;
- Fleurs du Mal par Bobette (Robert Doughty), Dirty Pictures Ltd., 2007 ;
- « A » magazine spotlight book, été 2007 ;
- TransLiving International magazine, numéro 33 (2010) ;
- The Disappeared Year (livre japonais), 2011.

## Filmographie
Le seul DVD commercial dans lequel elle est apparue est Tooled Up Shemales #2 (Altered State Productions, 2005). Par contre, de nombreuses autres vidéos peuvent être trouvées sur son site web.
Apparitions sur les sites web - 
Eva Vortex est également apparue dans l'un des plus importants sites web relatif à ces genres d'activités : Shemaleyum.

## Crédits
- (en) Cet article est partiellement ou en totalité issu de l’article de Wikipédia en anglais intitulé « Eva Vortex » (voir la liste des auteurs).